# AS-233
La AS-233 es una vía de comunicación que pertenece a la Red Comarcal de Carreteras del Principado de Asturias. Une las poblaciones de Los Campos, en Corvera, y Trubia, en Oviedo, y tiene una longitud de 25,7 kilómetros.

## Recorrido
- Comienza en la AS-17 a la altura de Los Campos, en el barrio de La Rozona.
- En el km 6,6 cruza con la LL-2, que la enlaza la planta asfáltica de Posada de Llanera con esta carretera.
- En el km 10,3 cruza con la AS-314, que enlaza la AS-372 (a la altura de Soto Les Regueres) con esta carretera.
- En el km 11,2 cruza con la LL-5, que une San Cucao con esta carretera.
- En el km 12,7 cruza con la LL-7, que une la AS-373 con esta carretera.
- En el km 16,8 cruza con la AS-373.
- En el km 20,2 cruza con la AS-372.
- En el km 20,4 cruza con la AS-371.
- En el km 25,6 termina en la N-634 a la altura de Trubia.

## Denominaciones antiguas
Antes de que se publicase en el Boletín Oficial del Principado de Asturias el Catálogo de Carreteras de 1989, la AS-233 estaba formada por 1 carretera provincial del Plan Peña de 1939:
- CP-231 Avilés - Trubia (Todo su trazado)